# Oscar L. Chapman
Oscar Littleton Chapman (ur. 22 października 1896, zm. 8 lutego 1978) – amerykański polityk.
W latach 1949–1953 Sekretarz Departamentu Zasobów Wewnętrznych Stanów Zjednoczonych w gabinecie prezydenta Harry’ego Trumana.